# Николаевка (Дубёнский район)
Николаевка — село в Дубёнском районе Мордовии. Административный центр Николаевского сельского поселения.

## География
Расположено на речке Чеберчинке, в 24 км от районного центра и 46 км от железнодорожной станции Атяшево.

## Название
Название-антропоним: владельцем населенного пункта был Николай Петрович Румянцев.

## История
Основано в конце XVIII века выходцами из села Ливадка.
В «Списке населённых мест Симбирской губернии» (1863) Николаевка — деревня удельная из 143 дворов Алатырского уезда. Николаевка славилась плотниками.
В 1864 году на средства прихожан был построен храм с 2 престолами (в честь иконы Казанской Божьей Матери и во имя Святителя Николая).
В 1884 году была открыта 3-классная церковно-приходская школа. Первым учителем был священник И. Н. Цицеров, затем М. К. Макаров, В. С. Ястребов, И. К. Знаменский и др.
В 1930-х гг. в Николаевке был образован колхоз, с 1997 г. — СХПК «Красный Восток».

## Инфраструктура
Основная школа, библиотека, Дом культуры, торговый центр, медпункт, отделение связи, сберкасса, стадион.

## Население
На 2001 год население составляло 643 человека.
| 2002 | 2010 | 2012 | 2013 | 2014 | 2015 | 2016 |
| ---- | ---- | ---- | ---- | ---- | ---- | ---- |
| 622  | ↘438 | ↘418 | ↘412 | ↘391 | ↘375 | ↘356 |
| 2017 | 2018 | 2019 |      |      |      |      |
| ↘344 | ↘337 | ↘323 |      |      |      |      |

## Достопримечательности
- Памятник воинам, погибшим в годы Великой Отечественной войны.
- Парк культуры и отдыха им. учителя-фронтовика И. Д. Дергачёва.
- Близ Николаевки расположены 2 городища и селище, археологический памятники именьковской культуры.

## Известные жители
- Г. А. Свербихин — генерал-майор.
- М. А. Брызжеев — хирург-эксперт.

## Источник
- Энциклопедия Мордовия, М. М. Сусорева.